# Jeong Jin-woon
Đây là một tên người Triều Tiên, họ là Jeong.
Jeong Jin-woon (Hangul: 정진운), thường được biết đến với nghệ danh Jinwoon, là một nam ca sĩ và diễn viên người Hàn Quốc. Anh ra mắt công chúng với tư cách một thành viên của nhóm nhạc nam 2AM vào tháng 7 năm 2008. Anh bắt đầu sự nghiệp diễn xuất của mình vào năm 2012 trong bộ phim truyền hình Dream High 2.